# Tiliuín (Ifni)
Tiliuín (en árabe: تلوين أساكا‎, en lenguas bereberes: ⵜⴰⵍⵉⵡⵉⵏ ⴰⵚⴰⴽⴰ, en francés: Taliouine Assaka) es un municipio marroquí en la región Guelmim-Río Noun. Desde 1934 hasta 1969 perteneció al territorio español de Ifni.